# Arab Israel Bank
Arab Israel Bank (hebrejsky: בנק ערבי ישראלי, Bank aravi jisra'eli, doslova Arabsko-izraelská banka, též ai bank, arabsky: البنك العربي الإسرائيلي) je izraelská banka, kterou ovládá Banka Le'umi.

## Popis
Zaměřuje se na finanční služby pro izraelské Araby. Ředitelem je Danny Gitter. Byla založena roku 1960 jako projekt, který prováděla Banka le-sachar chuc (Banka pro zahraniční obchod) a skupina izraelských arabských rodin. V roce 1971 ji ovládla Banka Le'umi. Roku 2008 oznámila změnu loga a korporátní identity a přechod na označení ai bank. Měla tehdy 28 poboček a cca 400 zaměstnanců. Podle dat z roku 2010 byla Arab Israel Bank třináctým největším bankovním ústavem v Izraeli podle výše celkových aktiv. Ovšem není považována za majetkově samostatného hráče na trhu a patří do skupiny Banky Le'umi, která je největší izraelskou bankou.